# Jerry Van Dyke
Jerry McCord Van Dyke (født  27. juli 1931, død 5. januar 2018) var en amerikansk skuespiller og komiker. Han var den yngre bror til Dick Van Dyke.

Van Dyke debuterede som tv-skuespiller på The Dick Van Dyke Show med flere gæsteoptrædener som Rob Petries bror Stacey.
Han havde en lang og succesrig karriere som karakterskuespiller i støtte- og gæsteroller.

## Filmografi
| År        | Original titel                  | Rolle                        | Noter              |
| --------- | ------------------------------- | ---------------------------- | ------------------ |
| 1963      | The Courtship of Eddie's Father | Norman Jones                 |                    |
| 1963      | Palm Springs Weekend            | Biff Roberts                 |                    |
| 1963      | McLintock!                      | Matt Douglas Jr.             |                    |
| 1965      | Love & Kisses                   | Freddy                       |                    |
| 1969      | Angel in My Pocket              | Emery                        |                    |
| 1987      | Death Blow: A Cry for Justice   | Bernard Blackwell            |                    |
| 1988      | Run If You Can                  | Brian                        |                    |
| 1992      | To Grandmother's House We Go    | Harvey 'Harv'                | TV movie           |
| 1997      | Annabelle's Wish                | Grandpa Baker                | TV movie           |
| 1997      | Merry Christmas, George Bailey  | Uncle Billy                  | TV movie           |
| 2008      | My Name Is Earl                 |                              | sitcom, 1 episoder |
| 2001-2005 | Yes, Dear                       | James "Big Jimmy" Hughes Sr. |                    |
| 2010-2016 | The Middle                      | Tag Spence                   |                    |
| 2011      | Moon Ring                       | Darrell                      |                    |